# Norris Green

Broadway, Norris Green

Norris Green là một khu dân cư lớn và hội đồng khu vực tại Liverpool, Merseyside, Anh. Theo một cuộc điều tra dân số năm 2001, nơi đây có dân số 17.784 người.

## Lịch sử
Trong một phần lịch sử của Lancashire, Norris Green đã được quy hoạch và phát triển trong những năm 1920 và đặt tên theo nền móng của thành phố Liverpool, gia đình Norris. Nó được xây trên đất tặng của Lord Derby cho thành phố, những người xây dựng nó vào thời gian đó đang cư trú ở gần Knowsley Hall. Một số ít các nhà công cộng, tuy nhiên, vẫn tồn tại một cách riêng biệt trong khu vực xung quanh vùng lân cận của các cửa hàng Broadway.

## Địa lý

Broadway, Norris Green

Khu vực này được xác định bởi một số tuyến đường chính. Đó là: đường A580 East Lancashire Road và một phần nhỏ của Đại lộ Walton Hall về phía bắc; đường Lowerhouse Lane và Dwerryhouse Lane ở phía đông; Đại lộ Muirhead và Queens Drive về phía Nam và Đại lộ Townsend ở phí sau Đại lộ Walton Hall về phía tây.
Khu vực này giáp Walton về phía tây, Fazakerley ở phía bắc, Croxteth ở phía đông bắc và phía đông, West Derby phía nam và Clubmoor về phía tây nam.
Trung tâm của Norris Green được biết đến với tên gọi "Broadway", bao gồm chủ yếu là các cửa hàng tìm thấy xung quanh Broadway và Broad Lane (mặc dù vị trí thực sự nơi đây nằm ở lân cận khu vực Clubmoor). Lúc trước tuyến đường sắt North Liverpool Extension Line chạy qua khu vực này và bao gồm cả Broadway Bridge.
Khu vực được gọi với cái tên Norris Green là một tài sản nông nghiệp và nó trải dài tới ngôi nhà gần cây cầu đá ở phía bắc và trang trại xanh Norris (đối diện ngã ba đường hornspit và Almonds xanh lá) về phía nam - Ranh giới bán trong năm 1920 gồm có đường sắt, Carr Lane, Dwerryhouse Lane, Hornspit lane. Nó đã được mua bởi các hội đồng với khoản tiền 65,000 £ từ tài sản của Leyland & Naylor - trước đó nó đã được sở hữu dưới quyền của Marquess of Salisbury.

## Nơi ở
Các ngôi nhà ở khu vực ngoại biên (ngoài rìa) của khu bất động sản và trên các tuyến đường chính qua khu vực này chủ yếu được xây dựng bằng gạch và trông rất hoàng tráng còn với những người sống trên các tuyến đường nhỏ và trên các con đường của khu dân cư thì nhà được xây dựng bằng bê tông. Đây là nhóm nhà được coi là khiếm khuyết của Norris Green.
Khu bất động sản này phải nâng cấp quy mô lớn và đổi mới vào đầu năm 1970, khi vẫn còn thuộc quyền sở hữu của hội đồng địa phương - đây là một vài năm trước khi giới thiệu đề án "quyền để mua", thứ đã cho người thuê nhà của hội đồng quyền được mua nhà từ chính quyền địa phương.
Một số ngôi nhà mới có kế hoạch sẽ được xây dựng trên đất bỏ hoang trống sau khi phá dỡ những ngôi nhà bị khiếm khuyết về "khởi động đất đai". Hầu hết các cuộc phá hủy đã diễn ra khoảng năm 2000.

## Các địa điểm
Điểm đáng chú ý nhất khi tiếp cận Norris Green từ phía bắc hay phía tây là cây cầu đường sắt lâu đời Cheshire Lines, trên tuyến đường Loop Line cũ, qua đường giao nhau của Đại lộ Utting và Đại lộ Townsend từ Bắc vào Nam. Một tác phẩm nghệ thuật về thư viện công cộng vào thập niên 1930 là Art deco cũng được công nhận rộng rãi.

## Phương tiện vận chuyển
Có một số dịch vụ xe buýt thường xuyên đến và đi từ Trung tâm Thành phố Liverpool qua Norris Green và khu vực Broadway. Một tuyến đường xe buýt lớn qua thành phố với tên gọi Aigburth 61 tới trạm xe buýt Seaforth cũng đi qua khu vực này. Từng có một dự án cung cấp dịch vụ xe điện để người dân thuận tiện trong đi lại, Merseytram, nhưng đã bị hủy bỏ do thiếu kinh phí.

## Các băng nhóm
Trong khi đang quay phim cho kênh truyền hình trực tuyến Tonight with Trevor McDonald, nhà báo, người dẫn chương trình Sheila Fogarty và toàn bộ đoàn làm phim đã bị đe dọa bởi một nhóm thanh thiếu niên được trang bị chai thủy tinh và đá tại Norris Green trong tháng 1 năm 2008.
Chương trình trên kênh Sky1 Ross Kemp on Gangs đã được trình chiếu để bàn luận các vấn đề về băng đảng trong Norris Green.
Mặc dù khu vực Norris Green mang danh là nơi ở của người nghèo, nhưng số liệu thống kê cho thấy số lượng tội phạm ở đây đạt cấp bậc thấp hơn nhiều so với các khu vực khác của địa phương và quốc gia.